# Juliëtte de Wijn
Juliëtte de Wijn (Amsterdam, 21 april 1962) is een Nederlandse actrice en presentatrice, die bij het grote publiek sinds 1986 bekend is als het typetje Cora van Mora in een televisiereclame voor snacks.
De Wijn speelde op het toneel de journaliste in Het bezoek van de oude dame (1979) en Eerste actrice in Pitten (1980). Nadat zij haar opleiding afgerond had, speelde ze in Na de zondeval (1982) bij het oud-leerlingentoneel. Op televisie presenteerde zij Voor Dag en Bouw, een programma op RTL 5 voor bouwvakkers. De Wijn presenteerde ook de kinderprogramma's Gemma Glitter gezondheidsgala en Fotomodellen en Banketbakkers. Voorts had zij gastrollen in televisieseries en films, waaronder Flodder in 1994 en 'n Beetje Verliefd in 2006.
Vanaf 2001 tot eind oktober 2006 had De Wijn geen rol in de snackreclames, daarna kwam ze weer terug. Haar personage ging enige tijd op zoek naar een opvolgster, maar kwam hier op terug. Cora spreekt met een quasi-Limburgs accent en heeft een wat naïeve, doch altijd optimistische uitstraling. Ze is meestal gekleed in witte bedrijfskleding, compleet met kapje op het hoofd.